# San Nicolás Guadalupe
San Nicolás Guadalupe är en ort i kommunen San Felipe del Progreso i delstaten Mexiko i Mexiko. Samhället hade 7 165 invånare vid folkräkningen 2020, och är kommunens folkrikaste ort.